# Discografia degli Skillet

## Album in studio
| Anno | Titolo                    | Etichetta Discografica | Chart            | Chart     | Chart   | Chart  | Chart   | Vendite & Certificazioni     |
| Anno | Titolo                    | Etichetta Discografica | US Billboard 200 | US Christ | US Rock | US Alt | US Heat | Vendite & Certificazioni     |
| ---- | ------------------------- | ---------------------- | ---------------- | --------- | ------- | ------ | ------- | ---------------------------- |
| 1996 | Skillet                   | Ardent/Sparrow         | —                | —         | —       | —      | —       | 35,000                       |
| 1998 | Hey You, I Love Your Soul | Ardent/ForeFront       | —                | 25        | —       | —      | —       | 17,000                       |
| 2000 | Invincible                | Ardent/ForeFront       | —                | 13        | —       | —      | 22      | 38,000                       |
| 2001 | Alien Youth               | Ardent                 | 141              | 4         | —       | —      | 4       | 133,000+                     |
| 2003 | Collide                   | Lava/Ardent/SRE        | 179              | 9         | —       | —      | 5       | 320,000                      |
| 2006 | Comatose                  | Lava/Ardent/Atlantic   | 55               | 4         | 19      | —      | —       | US: Platino 1,000,000        |
| 2009 | Awake                     | Lava/Ardent/Atlantic   | 2                | 1         | 2       | 1      | —       | US: Doppio Platino 2,000,000 |
| 2013 | Rise                      | Word/Atlantic          | 4                | 1         | 1       | —      | —       | US: Oro 500,000              |
| 2016 | Unleashed                 | Atlantic Records       | 3                | 1         | 2       | —      | —       | US: Oro 500,000              |
| 2019 | Victorious                | Atlantic Records       | 17               | 1         | 3       |        |         |                              |
| 2022 | Dominion                  | Atlantic Records       | 38               | 2         | 4       |        |         |                              |

## Album dal vivo
| Anno | Titolo               | Etichetta Discografica |
| ---- | -------------------- | ---------------------- |
| 2005 | Ardent Worship       | Ardent                 |
| 2008 | Comatose Comes Alive | Lava/Ardent/Atlantic   |

## Compilation
| Anno | Titolo          | Etichetta |
| ---- | --------------- | --------- |
| 2010 | The Early Years | Ardent    |
| 2014 | Vital Signs     | Ardent    |

## Album video
| Anno | Titolo                              | Etichetta Discografica |
| ---- | ----------------------------------- | ---------------------- |
| 2002 | Alien Youth: The Unplugged Invasion | Ardent                 |
| 2008 | Comatose Comes Alive                | Lava/Ardent/Atlantic   |

## Extended play
| Anno | Titolo                       | Etichetta discografica |
| ---- | ---------------------------- | ---------------------- |
| 2001 | Alien Youth: Limited Edition | Ardent                 |
| 2007 | The Older I Get              | Ardent                 |

## Singoli
| Anno                                      | Titolo                      | Posizione Alta Chart | Posizione Alta Chart | Posizione Alta Chart | Posizione Alta Chart | Posizione Alta Chart | Posizione Alta Chart | Posizione Alta Chart | Posizione Alta Chart             | Album                     |
| Anno                                      | Titolo                      | US                   | US Alt.              | US Main.             | US Rock              | US Christ.           | US Heat              | Japan                | ChristianRock.net Annual Top 100 | Album                     |
| ----------------------------------------- | --------------------------- | -------------------- | -------------------- | -------------------- | -------------------- | -------------------- | -------------------- | -------------------- | -------------------------------- | ------------------------- |
| 1996                                      | "I Can"                     |                      |                      |                      |                      |                      |                      |                      |                                  | Skillet                   |
| 1996                                      | "Gasoline"                  |                      |                      |                      |                      |                      |                      |                      |                                  | Skillet                   |
| 1996                                      | "Saturn"                    |                      |                      |                      |                      |                      |                      |                      |                                  | Skillet                   |
| 1996                                      | "My Beautiful Robe"         |                      |                      |                      |                      |                      |                      |                      |                                  | Skillet                   |
| 1998                                      | "Hey You, I Love Your Soul" |                      |                      |                      |                      |                      |                      |                      | 30                               | Hey You, I Love Your Soul |
| 1998                                      | "Locked in a Cage"          |                      |                      |                      |                      |                      |                      |                      | 4                                | Hey You, I Love Your Soul |
| 1998                                      | "More Faithful"             |                      |                      |                      |                      |                      |                      |                      |                                  | Hey You, I Love Your Soul |
| 1998                                      | "Suspended in You"          |                      |                      |                      |                      |                      |                      |                      | 61                               | Hey You, I Love Your Soul |
| 1998                                      | "Take"                      |                      |                      |                      |                      |                      |                      |                      | 33                               | Hey You, I Love Your Soul |
| 1998                                      | "Whirlwind"                 |                      |                      |                      |                      |                      |                      |                      |                                  | Hey You, I Love Your Soul |
| 2000                                      | "Best Kept Secret"          |                      |                      |                      |                      |                      |                      |                      | 25                               | Invincible                |
| 2000                                      | "Invincible"                |                      |                      |                      |                      |                      |                      |                      | 8                                | Invincible                |
| 2000                                      | "You're Powerful"           |                      |                      |                      |                      |                      |                      |                      | 51                               | Invincible                |
| 2000                                      | "Come On to the Future"     |                      |                      |                      |                      |                      |                      |                      |                                  | Invincible                |
| 2000                                      | "Rest"                      |                      |                      |                      |                      |                      |                      |                      |                                  | Invincible                |
| 2000                                      | "The One"                   |                      |                      |                      |                      |                      |                      |                      |                                  | Invincible                |
| 2000                                      | "You Take My Rights Away"   |                      |                      |                      |                      |                      |                      |                      |                                  | Invincible                |
| 2000                                      | "Shout to the Lord"         |                      |                      |                      |                      |                      |                      |                      |                                  | Ardent Worship            |
| 2000                                      | "Your Name Is Holy"         |                      |                      |                      |                      |                      |                      |                      |                                  | Ardent Worship            |
| 2001                                      | "Alien Youth"               |                      |                      |                      |                      |                      |                      |                      | 14                               | Alien Youth               |
| 2001                                      | "Eating Me Away"            |                      |                      |                      |                      |                      |                      |                      |                                  | Alien Youth               |
| 2001                                      | "Rippin' Me Off"            |                      |                      |                      |                      |                      |                      |                      |                                  | Alien Youth               |
| 2001                                      | "Stronger"                  |                      |                      |                      |                      |                      |                      |                      |                                  | Alien Youth               |
| 2001                                      | "You Are My Hope"           |                      |                      |                      |                      |                      |                      |                      | 98                               | Alien Youth               |
| 2002                                      | "Earth Invasion"            |                      |                      |                      |                      |                      |                      |                      | 35                               | Alien Youth               |
| 2002                                      | "Kill Me Heal Me"           |                      |                      |                      |                      |                      |                      |                      | 20                               | Alien Youth               |
| 2002                                      | "Vapor"                     |                      |                      |                      |                      |                      |                      |                      | 46                               | Alien Youth               |
| 2003                                      | "The Thirst Is Taking Over" |                      |                      |                      |                      |                      |                      |                      | 87                               | Alien Youth               |
| 2004                                      | "Forsaken"                  |                      |                      |                      |                      |                      |                      |                      |                                  | Collide                   |
| 2004                                      | "My Obsession"              |                      |                      |                      |                      |                      |                      |                      | 28                               | Collide                   |
| 2004                                      | "Savior"                    |                      |                      | 26                   |                      |                      |                      |                      | 21                               | Collide                   |
| 2004                                      | "Open Wounds"               |                      |                      |                      |                      |                      |                      |                      | 10                               | Collide                   |
| 2005                                      | "Under My Skin"             |                      |                      |                      |                      |                      |                      |                      | 13                               | Collide                   |
| 2005                                      | "Collide"                   |                      |                      |                      |                      |                      |                      |                      | 49                               | Collide                   |
| 2005                                      | "A Little More"             |                      |                      |                      |                      |                      |                      |                      |                                  | Collide                   |
| 2006                                      | "Rebirthing"                |                      |                      |                      |                      | 9                    |                      |                      | 3                                | Comatose                  |
| 2006                                      | "Whispers in the Dark"      |                      |                      | 34                   |                      |                      |                      |                      | 12                               | Comatose                  |
| 2007                                      | "The Older I Get"           |                      |                      | 27                   |                      | 14                   |                      |                      |                                  | Comatose                  |
| 2007                                      | "The Last Night"            |                      |                      | 38                   |                      | 16                   |                      |                      | 7                                | Comatose                  |
| 2007                                      | "Comatose"                  |                      |                      |                      |                      |                      |                      |                      | 19                               | Comatose                  |
| 2008                                      | "Live Free or Let Me Die"   |                      |                      |                      |                      |                      |                      |                      | 4                                | Comatose                  |
| 2008                                      | "Those Nights"              |                      |                      |                      |                      | 22                   |                      |                      | 26                               | Comatose                  |
| 2009                                      | "Better than Drugs"         |                      |                      |                      |                      |                      |                      |                      | 70                               | Comatose                  |
| 2009                                      | "Hero"                      | 101                  | 28                   | 4                    | 20                   |                      | 7                    | 98                   | 21                               | Awake                     |
| 2009                                      | "Monster"                   |                      |                      | 15                   | 35                   | 29                   |                      | 77                   | 1                                | Awake                     |
| 2009                                      | "Awake and Alive"           | 100                  |                      | 12                   | 29                   | 30                   | 16                   |                      | 1                                | Awake                     |
| 2009                                      | "Forgiven"                  |                      |                      |                      |                      | 23                   |                      |                      | 26                               | Awake                     |
| "—" denotes a release that did not chart. |                             |                      |                      |                      |                      |                      |                      |                      |                                  |                           |

### Video
| Anno | Titolo                 | Direttore/tori | Album                     |
| ---- | ---------------------- | -------------- | ------------------------- |
| 1996 | "I Can"                |                | Skillet                   |
| 1996 | "Gasoline"             |                | Skillet                   |
| 1996 | "Saturn"               |                | Skillet                   |
| 1998 | "More Faithful"        |                | Hey You, I Love Your Soul |
| 2000 | "Best Kept Secret"     |                | Invincible                |
| 2001 | "Alien Youth"          |                | Alien Youth               |
| 2003 | " Savior"              |                | Collide                   |
| 2006 | "Rebirthing"           |                | Comatose                  |
| 2006 | "Whispers in the Dark" |                | Comatose                  |
| 2007 | "The Older I Get"      |                | Comatose                  |
| 2007 | "Looking for Angels"   |                | Comatose                  |
| 2009 | "Hero"                 | Erwin Brothers | Awake                     |
| 2009 | "Monster"'             | Erwin Brothers | Awake                     |
| 2009 | "Awake and Alive"      |                | Awake                     |

## Apparizioni in compilation
| Anno | Album                                       | Canzone/ni                           |
| ---- | ------------------------------------------- | ------------------------------------ |
| 1998 | No Lies                                     | "Locked In a Cage"                   |
| 1998 | Surfonic Water Revival                      | "Last Day of Summer"                 |
| 1998 | WWJD                                        | "Whirlwind"                          |
| 2000 | Cross Seekers                               | "Safe with You"                      |
| 2000 | Absolute Modern Worship                     | "How Deep The Father's Love For Us " |
| 2001 | Festival Con Dios                           | "Alien Youth"                        |
| 2001 | Extreme Days: The Soundtrack                | "Come On to the Future"              |
| 2002 | Parachute 2002                              | "One Real Thing"                     |
| 2003 | X 2003: Music Video DVD!                    | "Kill Me, Heal Me"                   |
| 2004 | Veggie Tales: Veggie Rocks!                 | "Stand"                              |
| 2004 | X 2004: Music Video DVD!                    | "Savior"                             |
| 2004 | X 2004: Music Video DVD!                    | "Savior"                             |
| 2005 | Absolute Smash Hits, Vol. 2                 | "A Little More"                      |
| 2005 | X 2005                                      | "Open Wounds"                        |
| 2005 | !HERO (John Cooper Only)                    | Various Tracks                       |
| 2006 | X 2007                                      | "Rebirthing"                         |
| 2006 | OSeven: The Year's Best Christian Rock Hits | "Comatose"                           |
| 2007 | X 2008                                      | "Whispers in the Dark"               |
| 2009 | X 2009                                      | "Live Free or Let Me Die"            |
| 2009 | X 2009: Music Video DVD!                    | "Comatose" (live)                    |
| 2009 | X 2010                                      | "Dead Inside"                        |
| 2010 | WOW Hits 2011                               | "Hero"                               |